# Aleksander Cederbaum
Aleksander ha-Lewi Osipowicz Cederbaum (jid. אַלעקסאַנדער הלוי אָסיפאָוויטש צעדערבוים; ur. 27 sierpnia 1816 w Zamościu, zm. 8 września 1893 w St. Petersburgu) – żydowski dziennikarz, publicysta i wydawca pracujący w Rosji, działacz syjonistyczny. Założył i wydawał „Ha-Melic” – pierwszą w Rosji hebrajską gazetę. Publikował także po rosyjsku i w jidysz.

## Życiorys
Pochodził z biednej rodziny, jego ojciec był zegarmistrzem i jednym z czołowych przedstawicieli haskali w Zamościu. W młodości terminował u krawca. Jednak dobrze poznał hebrajską literaturę oraz języki (polski, rosyjski i niemiecki). Ożenił się w Lublinie, a w 1840 roku wyjechał do Odessy, gdzie zaangażował się w działalność oświatową w tamtejszej gminie żydowskiej. Otworzył także sklep z ubraniami, który prowadził także usługi krawieckie. Pracował w nim jako krojczy.
W 1860 roku zdobył pozwolenie władz na wydawanie „Ha-Melic” – pierwszej hebrajskiej gazety w Rosji. Dwa lata później zaczął także wydawać czasopismo w języku jidysz „Kol Mewaser”. W 1871 roku wyjechał do St. Petersburga, gdyż tam nadal mógł wydawać „Ha-Melic”, nie zezwolono jednak na kontynuowanie wydawania „Kol Mewaser”. Zezwolono mu także na publikowanie i druk tygodnika po rosyjsku „Wiestnik Ruskich Jewriej”. W 1881 roku założył „Dos Jidiszes Fołksbłat” – codzienną gazetę w jidisz, która ukazywała się przez 8 lat. Był jej wydawcą tylko przez pierwsze lata. Podjął także próbę edycji miesięcznika „Ha-Micpe”.
Cederbaum był też autorem książek „Keter Kehunnah” i „Ben ha-Meẓarim”. Wydawany przez niego „Ḳol Mewaser” dał szansę publikacji wielu utalentowanym pisarzom jidisz, byli wśród nich m.in. Szolem Alejchem, Mendele Mojcher Sforim i Icchak-Joel Linecki.
Angażował się w działalność ruchu Chowewej Syjon.
Cederbaum miał bardzo duże wpływy w sferach rządowych. Jego wstawiennictwu i obiektywizmowi wiele zawdzięczają Żydzi z gruzińskiego miasta Kutaisi, których oskarżono o rytualny mord. Walczył także piórem i w sądzie z autorem antysemickich pamfletów Hipolitem Lutostańskim.